# 贝涅尔
贝涅尔（西班牙語：Beniel），是西班牙穆尔西亚自治区的一个市镇。总面积10平方公里，总人口8469人（2001年），人口密度847人/平方公里。

## 友好城市
- 法國 利夫雷